# Забарино (Харьковская область)
Заба́рино (укр. Забарине), село,
Забаринский сельский совет,
Зачепиловский район,
Харьковская область.
Код КОАТУУ — 6322281001. Население по переписи 2001 года составляет 396 (197/199 м/ж) человек.
Является административным центром Забаринского сельского совета, в который, кроме того, входит село
Александровка.

## Географическое положение
Село Забарино находится на реке Вшивая (в основном на левом берегу), выше по течению в 3-х км расположено село Лукашовка (Красноградский район), ниже по течению на расстоянии в 1 км — село Александровка.

## История
- 1800 — дата основания.

## Экономика
- Молочно-товарная ферма.
- КСП им. 8-го Марта.

## Объекты социальной сферы
- Фельдшерско-акушерский пункт.

## Достопримечательности
- Памятный знак воинам-односельчанам, погибшим на фронтах гражданской и Великой Отечественной войн. 1917—1920 гг., 1941—1945 гг. Установлен в 1965 году.
- 8 древних курганов[1].